# Unione Sportiva Città di Pontedera 2021-2022
Questa voce raccoglie le informazioni riguardanti l'Unione Sportiva Città di Pontedera nelle competizioni ufficiali della stagione 2021-2022.

## Divise e sponsor
Il fornitore tecnico per la stagione 2021-22 è Erreà.
| Casa | Trasferta | Terza divisa | 110 anni |

## Rosa
| N. |                    | Ruolo | Calciatore               |
| -- | ------------------ | ----- | ------------------------ |
| 1  | Italia (bandiera)  | P     | Alex Sposito             |
| 2  | Italia (bandiera)  | D     | Stefano Parodi           |
| 2  | Italia (bandiera)  | D     | Matteo Martini           |
| 3  | Italia (bandiera)  | C     | Lorenzo Milani           |
| 4  | Italia (bandiera)  | C     | Lorenzo Bardini          |
| 4  | Italia (bandiera)  | C     | Fabio Foglia             |
| 5  | Italia (bandiera)  | D     | Mattia Pretato           |
| 6  | Albania (bandiera) | D     | Cristian Shiba           |
| 7  | Italia (bandiera)  | A     | Andrea Mattioli          |
| 8  | Italia (bandiera)  | C     | Andrea Caponi (capitano) |
| 9  | Italia (bandiera)  | A     | Simone Magnaghi          |
| 10 | Italia (bandiera)  | C     | Gianluca Barba           |
| 11 | Italia (bandiera)  | A     | Cristian Mutton          |
| 12 | Italia (bandiera)  | P     | Marco Angeletti          |

| N. |                           | Ruolo | Calciatore           |
| -- | ------------------------- | ----- | -------------------- |
| 13 | Italia (bandiera)         | C     | Giovanni Catanese    |
| 14 | Costa d'Avorio (bandiera) | D     | Aboubakar Bakayoko   |
| 16 | Italia (bandiera)         | C     | Andrea Marianelli    |
| 17 | Italia (bandiera)         | C     | Francesco D'Antonio  |
| 17 | Italia (bandiera)         | C     | Filippo Serena       |
| 18 | Italia (bandiera)         | A     | Giovanni Benericetti |
| 19 | Argentina (bandiera)      | D     | Marcos Espeche       |
| 20 | Italia (bandiera)         | C     | Giacomo Benedetti    |
| 21 | Italia (bandiera)         | C     | Gabriele Perretta    |
| 22 | Italia (bandiera)         | P     | Andrea Nicoli        |
| 23 | Italia (bandiera)         | D     | Emanuele Matteucci   |
| 24 | Italia (bandiera)         | C     | Gianmarco Regoli     |
| 30 | Italia (bandiera)         | P     | Lorenzo Santarelli   |
| 32 | Italia (bandiera)         | P     | Riccardo Melgrati    |

## Calciomercato

### Sessione estiva(dal 01/07 al 31/08)
| Acquisti | Acquisti            | Acquisti       | Acquisti      |
| R.       | Nome                | da             | Modalità      |
| -------- | ------------------- | -------------- | ------------- |
| P        | Marco Angeletti     | Spezia         | svincolato    |
| P        | Lorenzo Santarelli  | Fano           | svincolato    |
| P        | Alex Sposito        | Empoli         | prestito      |
| D        | Aboubakar Bakayoko  | Pergolettese   | svincolato    |
| D        | Marcos Espeche      | Reggiana       | svincolato    |
| D        | Cristian Shiba      | Ravenna        | svincolato    |
| C        | Michele Bruzzo      | Potenza        | fine prestito |
| C        | Francesco D'Antonio | Giulianova     | svincolato    |
| C        | Andrea Marianelli   | Sestri Levante | svincolato    |
| A        | Simone Magnaghi     | Pordenone      | prestito      |
| A        | Andrea Mattioli     | Sassuolo       | prestito      |
| A        | Cristian Mutton     | Pro Sesto      | svincolato    |

| Cessioni | Cessioni           | Cessioni    | Cessioni      |
| R.       | Nome               | a           | Modalità      |
| -------- | ------------------ | ----------- | ------------- |
| P        | Mattia Di Furia    | Certaldo    | prestito      |
| P        | Edoardo Sarri      | Juve Stabia | svincolato    |
| D        | Francesco Benassai | Taranto     | svincolato    |
| D        | Luca Piana         | Potenza     | svincolato    |
| D        | Giacomo Risaliti   | Vibonese    | svincolato    |
| D        | Paolo Ropolo       |             | svincolato    |
| D        | Francesco Vaccaro  |             | svincolato    |
| C        | Lorenzo Bisconti   | Cascina     | svincolato    |
| C        | Michele Bruzzo     | Potenza     | svincolato    |
| A        | Elia Giani         | Pisa        | fine prestito |
| A        | Mauro Semprini     | Lucchese    | svincolato    |
| A        | Leonardo Stanzani  | Bologna     | fine prestito |
| A        | Matteo Tersigni    | Avenza      | prestito      |

### Sessione invernale(dal 04/01 al 01/02)
| Acquisti | Acquisti          | Acquisti  | Acquisti   |
| R.       | Nome              | da        | Modalità   |
| -------- | ----------------- | --------- | ---------- |
| P        | Riccardo Melgrati | Imolese   | definitivo |
| D        | Matteo Martini    | Empoli    | prestito   |
| C        | Fabio Foglia      | Viterbese | definitivo |
| C        | Filippo Serena    | Venezia   | prestito   |

| Cessioni | Cessioni            | Cessioni         | Cessioni   |
| R.       | Nome                | a                | Modalità   |
| -------- | ------------------- | ---------------- | ---------- |
| P        | Marco Angeletti     | Imolese          | prestito   |
| D        | Stefano Parodi      | Fermana          | prestito   |
| C        | Lorenzo Bardini     | Cascina          | prestito   |
| C        | Francesco D'Antonio | Monterosi Tuscia | svincolato |

## Risultati

### Serie C

#### Girone di andata
| Arbitro: | Gigliotti (Cosenza) |

|              |           |            |
| Magnaghi 22’ | Marcatori | 59’ Energe |

| Arbitro: | Taricone (Perugia) |

|                           |           |                       |
| Marcandella 19’ Tonso 35’ | Marcatori | 53’ Mutton 55’ Milani |

| Arbitro: | Perri (Roma 1) |

|                        |           |  |
| Barba 48’ Magnaghi 68’ | Marcatori |  |

| Arbitro: | Luongo (Napoli) |

|                        |           |  |
| Sereni 59’ Rolfini 79’ | Marcatori |  |

| Arbitro: | Baratta (Rossano) |

|                                            |           |  |
| Magnaghi 9’ (rig.) Mattioli 45’ Milani 61’ | Marcatori |  |

| Arbitro: | Burlando (Genova) |

|                                             |           |            |
| Belloni 17’, 37’ Lombardi 69’ Masella 90+4’ | Marcatori | 75’ Mutton |

| Arbitro: | Longo (Cuneo) |

|                   |           |              |
| Magnaghi 71’, 85’ | Marcatori | 89’ Morosini |

| Arbitro: | Marotta (Sapri) |

|                                      |           |  |
| Sarao 54’ Sainz-Maza 64’ D'Amico 86’ | Marcatori |  |

| Arbitro: | Milone (Taurianova) |

|                       |           |                                    |
| Mutton 7’ Bakayoko 9’ | Marcatori | 3’, 34’ Semprini 57’ (rig.) Fedato |

| Arbitro: | Rinaldi (Bassano del Grappa) |

|                         |           |              |
| Bortolussi 7’ Tonin 37’ | Marcatori | 67’ Magnaghi |

| Arbitro: | Di Marco (Ciampino) |

|                         |           |                         |
| Magnaghi 38’ Caponi 63’ | Marcatori | 55’, 74’ (rig.) Zamparo |

| Arbitro: | Djurdjevic (Trieste) |

|                |           |  |
| Pannitteri 50’ | Marcatori |  |

| Arbitro: | Lovison (Padova) |

|                                 |           |  |
| Magnaghi 9’ (rig.) Perretta 42’ | Marcatori |  |

| Arbitro: | Pirrotta (Barcellona Pozzo di Gotto) |

|                      |           |                                |
| Volpe 26’ Murilo 40’ | Marcatori | 9’, 15’ Magnaghi 90+6’ Espeche |

| Arbitro: | Delrio (Reggio Emilia) |

|                           |           |           |
| Milani 45+2’ Magnaghi 68’ | Marcatori | 78’ Rauti |

| Arbitro: | Petrella (Viterbo) |

|                           |           |  |
| Ragatzu 90’ Renault 90+3’ | Marcatori |  |

| Arbitro: | Zucchetti (Foligno) |

|  |           |                                        |
|  | Marcatori | 28’ Rosso 31’ (aut.) Shiba 55’ Soprano |

| Arbitro: | Ferrieri Caputi (Livorno) |

|  |           |                     |
|  | Marcatori | 33’ (rig.) Magnaghi |

| Arbitro: | Saia (Palermo) |

|                |           |                                  |
| Magnaghi 45+1’ | Marcatori | 49’ Tremolada 57’ (rig.) Minesso |

#### Girone di ritorno
| Arbitro: | Madonia (Palermo) |

|                         |           |  |
| Pasciuti 51’ Tunjov 84’ | Marcatori |  |

| Arbitro: | Gauzolino (Torino) |

|              |           |            |
| Magnaghi 71’ | Marcatori | 4’ Cannavò |

| Arbitro: | D'Eusanio (Faenza) |

|  |           |           |
|  | Marcatori | 70’ Barba |

| Arbitro: | Bonacina (Bergamo) |

|  |           |                                                     |
|  | Marcatori | 1’ Faggioli 14’ Sereni 49’, 68’ Moretti 82’ Iannoni |

| Montevarchi 30 gennaio 2022, ore CET 24ª giornata | Montevarchi      | 0 – 0 referto | Pontedera | Stadio Gastone Brilli Peri (651 spett.)\| Arbitro: \| Mucera (Palermo) \| |
| Arbitro:                                          | Mucera (Palermo) |               |           |                                                                           |

| Arbitro: | Pezzopane (L'Aquila) |

|                            |           |  |
| Foglia 45+5’ Benedetti 47’ | Marcatori |  |

| Arbitro: | Marotta (Sapri) |

|              |           |  |
| Magrassi 44’ | Marcatori |  |

| Pontedera 16 febbraio 2022, ore 18:00 CET 27ª giornata | Pontedera                    | 0 – 0 referto | Gubbio | Stadio Ettore Mannucci (197 spett.)\| Arbitro: \| Rinaldi (Bassano del Grappa) \| |
| Arbitro:                                               | Rinaldi (Bassano del Grappa) |               |        |                                                                                   |

| Arbitro: | Di Cicco (Lanciano) |

|              |           |                            |
| Collodel 40’ | Marcatori | 46’ Benedetti 71’ Magnaghi |

| Arbitro: | Perri (Roma 1) |

|                      |           |  |
| Milani 13’ Barba 84’ | Marcatori |  |

| Arbitro: | Giaccaglia (Jesi) |

|                             |           |  |
| Cremonesi 11’ Arrighini 71’ | Marcatori |  |

| Arbitro: | Zanotti (Rimini) |

|            |           |                         |
| Mutton 66’ | Marcatori | 3’ Tassi 68’ Pannitteri |

| Grosseto 15 marzo 2022, ore 21:00 CET 32ª giornata | Grosseto     | 0 – 0 referto | Pontedera | Stadio Carlo Zecchini (1 075 spett.)\| Arbitro: \| Arace (Lugo) \| |
| Arbitro:                                           | Arace (Lugo) |               |           |                                                                    |

| Arbitro: | Maggio (Lodi) |

|  |           |                                   |
|  | Marcatori | 4’ (rig.) Volpicelli 68’ Polidori |

| Arbitro: | Marotta (Sapri) |

|              |           |            |
| Clemenza 59’ | Marcatori | 88’ Mutton |

| Arbitro: | Djurdjevic (Trieste) |

|              |           |             |
| Magnaghi 28’ | Marcatori | 50’ Emerson |

| Arbitro: | Baratta (Rossano) |

|                 |           |              |
| Bernardotto 41’ | Marcatori | 5’ Benedetti |

| Arbitro: | Bozzetto (Bergamo) |

|                      |           |                          |
| Crescenzi 84’ (aut.) | Marcatori | 43’ Bani 90+1’ Ardemagni |

| Arbitro: | Cascone (Nocera Inferiore) |

|                                                |           |  |
| Tremolada 12’ Scarsella 48’, 83’ Silvestri 73’ | Marcatori |  |

### Coppa Italia Serie C
| Arbitro: | Mirabella (Napoli) |

|           |           |                                  |
| Barba 44’ | Marcatori | 23’ Rosso 50’ Guccione 61’ Zappa |

## Statistiche

### Statistiche di squadra
Statistiche aggiornate al 1º luglio 2021.
| Competizione         | Punti | In casa | In casa | In casa | In casa | In casa | In casa | In trasferta | In trasferta | In trasferta | In trasferta | In trasferta | In trasferta | Totale | Totale | Totale | Totale | Totale | Totale | DR |
| Competizione         | Punti | G       | V       | N       | P       | Gf      | Gs      | G            | V            | N            | P            | Gf           | Gs           | G      | V      | N      | P      | Gf     | Gs     | DR |
| -------------------- | ----- | ------- | ------- | ------- | ------- | ------- | ------- | ------------ | ------------ | ------------ | ------------ | ------------ | ------------ | ------ | ------ | ------ | ------ | ------ | ------ | -- |
| Serie C              | 0     | 0       | 0       | 0       | 0       | 0       | 0       | 0            | 0            | 0            | 0            | 0            | 0            | 0      | 0      | 0      | 0      | 0      | 0      | 0  |
| Coppa Italia Serie C | -     | 0       | 0       | 0       | 0       | 0       | 0       | 0            | 0            | 0            | 0            | 0            | 0            | 0      | 0      | 0      | 0      | 0      | 0      | 0  |
| Totale               | -     | 0       | 0       | 0       | 0       | 0       | 0       | 0            | 0            | 0            | 0            | 0            | 0            | 0      | 0      | 0      | 0      | 0      | 0      | 0  |

### Andamento in campionato
| Giornata  | 1  | 2  | 3 | 4  | 5 | 6  | 7 | 8  | 9  | 10 | 11 | 12 | 13 | 14 | 15 | 16 | 17 | 18 | 19 | 20 | 21 | 22 | 23 | 24 | 25 | 26 | 27 | 28 | 29 | 30 | 31 | 32 | 33 | 34 | 35 | 36 | 37 | 38 |
| --------- | -- | -- | - | -- | - | -- | - | -- | -- | -- | -- | -- | -- | -- | -- | -- | -- | -- | -- | -- | -- | -- | -- | -- | -- | -- | -- | -- | -- | -- | -- | -- | -- | -- | -- | -- | -- | -- |
| Luogo     | C  | T  | C | T  | C | T  | C | T  | C  | T  | C  | T  | C  | T  | C  | T  | C  | T  | C  | T  | C  | T  | C  | T  | C  | T  | C  | T  | C  | T  | C  | T  | C  | T  | C  | T  | C  | T  |
| Risultato | N  | N  | V | P  | V | P  | V | P  | P  | P  | N  | P  | V  | V  | V  | P  | P  | V  | P  | P  | N  | V  | P  | N  | V  | P  | N  | V  | V  | P  | P  | N  | P  | N  | N  | N  | P  | P  |
| Posizione | 10 | 12 | 6 | 13 | 8 | 10 | 8 | 10 | 11 | 15 | 14 | 16 | 13 | 12 | 9  | 9  | 11 | 9  | 11 | 12 | 13 | 8  | 12 | 12 | 11 | 13 | 11 | 10 | 7  | 8  | 10 | 9  | 10 | 10 | 11 | 11 | 13 | 14 |

Legenda:

Luogo: C = Casa; T = Trasferta. Risultato: V = Vittoria; N = Pareggio; P = Sconfitta.